# اكسل شرايبر
اكسل شرايبر (بالألمانية: Axel Schreiber) (و. 1980 – م) هو ممثل من ألمانيا. ولد في لوبن.

## وصلات خارجية
- اكسل شرايبر على موقع IMDb (الإنجليزية)
- اكسل شرايبر على موقع ألو سيني (الفرنسية)
- اكسل شرايبر على موقع أول موفي (الإنجليزية)
- اكسل شرايبر على موقع قاعدة بيانات الفيلم (الإنجليزية)
- اكسل شرايبر على موقع كينوبويسك (الروسية)